# Эуфониум
Эуфониум (нем. Euphonium, от греч. euphonion, euphon — благозвучный) — медный духовой музыкальный инструмент семейства саксгорнов, в строе B (си-бемоль). Звучит на октаву ниже трубы. Англоязычное название баритона.
Натуральный звукоряд эуфониума:
Диапазон звучания от ми большой октавы до си-бемоль первой. При наличии на эуфониуме кварт-вентиля диапазон увеличивается ещё на четыре полутона вниз — до ноты до большой октавы. Нотируется на большую нону выше реального звучания (например, основной тон си-бемоль большой октавы нотируется как нота «до» первой).
Вместе с корнетами (трубами), альтами, тенорами и тубами эуфониум входит в основную группу инструментов духового оркестра.

## История
Далёким предком эуфониума, как и многих других басовых духовых музыкальных инструментов, является серпент.
В 1821 году французским мастером Элэри была запатентована группа медных рожков с клапанами, включающая басовый рожок, который был назван офиклеид. Он был более мощным и точным по строю, чем серпент, и напоминал современные фагот и баритон-саксофон. Но овладение этим инструментом всё ещё требовало наличие отменного слуха для чистой игры. Офиклеиды выпускались в нескольких строях и размерах и стали широко применяться в духовых и симфонических оркестрах XIX века. Окончательно этот инструмент исчез из военных оркестров только в первой трети XX века, всё ещё продаваясь во Франции в 1922 году.
В течение второго и третьего десятилетий XIX века был изобретён помповый механизм, став настоящей революцией в проектировании и производстве духовых инструментов.
Считается, что эуфониум изобретен веймарским мастером Зоммером в 1843 году, через восемь лет после появления тубы, и отличается от неё более широкой мензурой, что, конечно, напрямую сказывается на звуке и технических возможностях инструмента.
В 1842 году Адольф Сакс открыл в Париже фабрику духовых инструментов, которые выпускались в основном для военных оркестров. Он разработал целый ряд медных духовых инструментов с помповым механизмом, которые используются до сих пор, например, в знаменитых английских духовых ансамблях.
Композиторы стали использовать эти инструменты в своём творчестве вслед за их широким распространением. Рихард Вагнер ввёл две теноровые, одну басовую и одну контрабасовую группу в партитуру «Кольца нибелунгов». Теноровая туба стала широко использоваться и в творчестве других композиторов — Густава Холста, Мориса Равеля и т. д. Широкому распространению, в частности, способствовала схожесть тембра с теноровым саксгорном, используемым в военных ансамблях.
Множество новых разновидностей медных инструментов только вносили путаницу. Английский тенор был тем же самым, что и германский альтгорн и альт (ми-бемоль) во Франции. В Англии и Франции немецкий тенор считался баритоном. Баритон в Германии на английской земле стал эуфониумом, а во Франции — басом (си-бемоль). Несмотря на разницу в конструкциях все эти инструменты имели схожий тембр и одинаковый диапазон. Из-за влияния английской военной традиции мы сегодня используем термины эуфониум и баритон для описания этих инструментов.
В России традиционно использовались тубы разных строёв, что приводило к частым нареканиям в адрес нестройной игры военных оркестров. Это привело к тому, что в 1870-х годах была проведена реформа и в военные оркестры стали поставляться инструменты только в строе E♭ и B. Непосредственное участие в этой реформе принял, бывший в те годы инспектором военных оркестров Морского ведомства, Николай Андреевич Римский-Корсаков.
Широкую известность эуфониуму принесла заглавная песня мюзикла «The Music Man». Упомянутый в этой песне инструмент существовал в начале двадцатого столетия. Он был создан путём добавления к основной конструкции эуфониума маленького раструба, который использовался для произведения эффектов в стиле тромбона и приводился в действие дополнительным рычагом.
Добавление к эуфониуму четвёртого клапана было очень желательным, поскольку это расширило диапазон инструмента, и давало возможность улучшить интонирование и облегчить пассажи. При нажатии четвёртый вентиль понижает общий строй с B (си-бемоль) до F (фа). При использовании этого вентиля в сочетании с тремя остальными облегчается исполнение нот под басовым ключом и ощущается положительное влияние на интонации в нижнем и верхнем регистрах.

## Использование
Для эуфониума создано немало сольных произведений, преимущественно в сопровождении духового оркестра. Одно из первых сочинений в этом жанре ― Концерт Амилькаре Понкьелли, написанный в 1872 году. Концерты для эуфониума также принадлежат Йозефу Горовицу и Владимиру Косма. Современные композиторы используют эуфониум в разнообразных камерных составах, а также пишут сочинения для этого инструмента без сопровождения.
Среди наиболее известных исполнителей-солистов на эуфониуме ― Симоне Мантиа (1873―1951), солист оркестра Дж. Ф. Сузы, Тревор Грум, первый исполнитель многих произведений современных композиторов, Брайан Боумен, давший первый в истории сольный концерт на эуфониуме в Карнеги-холле, Стивен Мид и другие.
Эуфониум иногда используется в симфоническом оркестре. Чаще всего ему поручаются партии родственного инструмента ― тубы, ― написанные в слишком высоком для неё регистре. Так, на эуфониуме обычно исполняется соло из пьесы «Быдло» из цикла «Картинки с выставки» Мусоргского в оркестровке Равеля, а на премьере симфонической поэмы Р. Штрауса «Жизнь героя» по инициативе дирижёра Эрнста фон Шуха эуфониумом успешно была заменена указанная композитором в нотах вагнеровская туба. Некоторые авторы, однако, поручают эуфониуму самостоятельную партию с расчётом на особый тембр этого инструмента. Английский композитор Хавергал Брайан включил сразу два эуфониума и две тубы в партитуру своей Первой симфонии и часто использовал их в более поздних работах. Дмитрий Шостакович поручил эуфониуму (обозначенному в партитуре как «баритон») сложную партию в балете «Золотой век».
Отдельные музыканты практикуют исполнительство на эуфониуме в джазе, среди них ― Рич Маттесон и Майнард Фергюсон.
Основной сферой применения эуфониума является духовой оркестр, где этот инструмент выполняет самые разнообразные функции: как аккомпанирующую и контрапунктирующую, так и солирующую.